# USS Decatur (DDG-31)
De USS Decatur (designatie: DDG-31, voorheen: DD-936) was een Amerikaanse torpedobootjager uit de Forrest Shermanklasse die in 1956 in dienst werd gesteld. Het schip was het vierde marineschip dat vernoemd werd naar commandeur Stephen Decatur.
Het schip werd gebouwd door Bethlehem Steel in de Fore River Shipyard te Massachusetts en opgeleverd op 13 september 1954. De tewaterlating vond plaats op 15 december 1955.
De Decatur kreeg oorspronkelijk de designatie DD-936 toegewezen. Midden jaren 60 werd het schip gemoderniseerd en kreeg het de designatie DDG-31.